# Сиран (Канталь)
Сира́н (фр. и окс. Siran) — коммуна во Франции, находится в регионе Овернь. Департамент — Канталь. Входит в состав кантона Ларокбру. Округ коммуны — Орийак.
Код INSEE коммуны — 15228.
Коммуна расположена приблизительно в 440 км к югу от Парижа, в 120 км юго-западнее Клермон-Феррана, в 25 км к западу от Орийака.

## Население
Население коммуны на 2008 год составляло 516 человек.
| 1962 | 1968 | 1975 | 1982 | 1990 | 1999 | 2008 |
| ---- | ---- | ---- | ---- | ---- | ---- | ---- |
| 667  | 721  | 705  | 650  | 606  | 529  | 516  |

## Администрация
| Период | Период | Фамилия          | Партия | Примечания |
| ------ | ------ | ---------------- | ------ | ---------- |
| 2001   | 2008   | Анри Фарж        |        |            |
| 2008   |        | Жан-Поль Пейраль |        | фермер     |

## Экономика

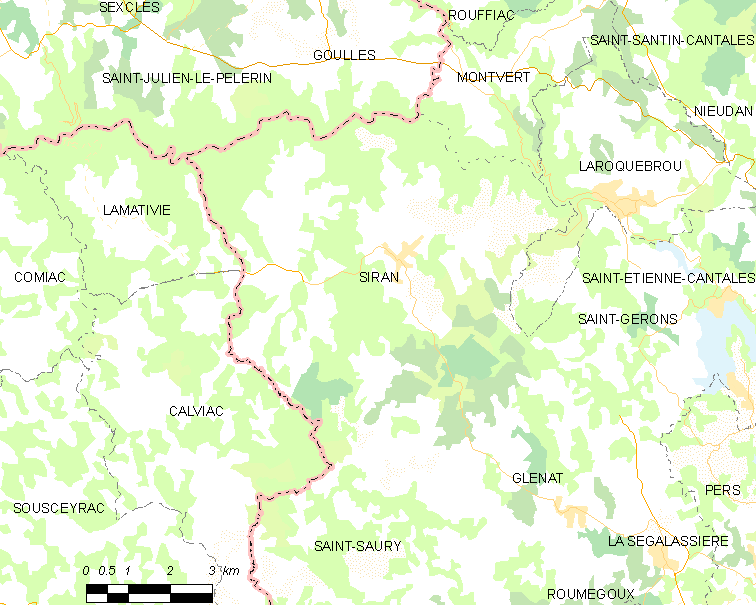
Карта коммуны

В 2007 году среди 291 человека в трудоспособном возрасте (15—64 лет) 200 были экономически активными, 91 — неактивными (показатель активности — 68,7 %, в 1999 году было 68,1 %). Из 200 активных работали 192 человека (109 мужчин и 83 женщины), безработных было 8 (2 мужчин и 6 женщин). Среди 91 неактивных 19 человек были учениками или студентами, 49 — пенсионерами, 23 были неактивными по другим причинам.